# Mount Carbon (Virginia Occidental)
Mount Carbon es un lugar designado por el censo ubicado en el condado de Fayette en el estado estadounidense de Virginia Occidental. En el Censo de 2010 tenía una población de 428 habitantes y una densidad poblacional de 685,69 personas por km².

## Geografía
Mount Carbon se encuentra ubicado en las coordenadas 38°8′37″N 81°17′20″O / 38.14361, -81.28889. Según la Oficina del Censo de los Estados Unidos, Mount Carbon tiene una superficie total de 0.62 km², de la cual 0.39 km² corresponden a tierra firme y (38.17%) 0.24 km² es agua.

## Demografía
Según el censo de 2010, había 428 personas residiendo en Mount Carbon. La densidad de población era de 685,69 hab./km². De los 428 habitantes, Mount Carbon estaba compuesto por el 95.09% blancos, el 1.87% eran afroamericanos, el 0% eran amerindios, el 1.4% eran asiáticos, el 0% eran isleños del Pacífico, el 0% eran de otras razas y el 1.64% pertenecían a dos o más razas. Del total de la población el 0.23% eran hispanos o latinos de cualquier raza.